# 다릴 앤더슨

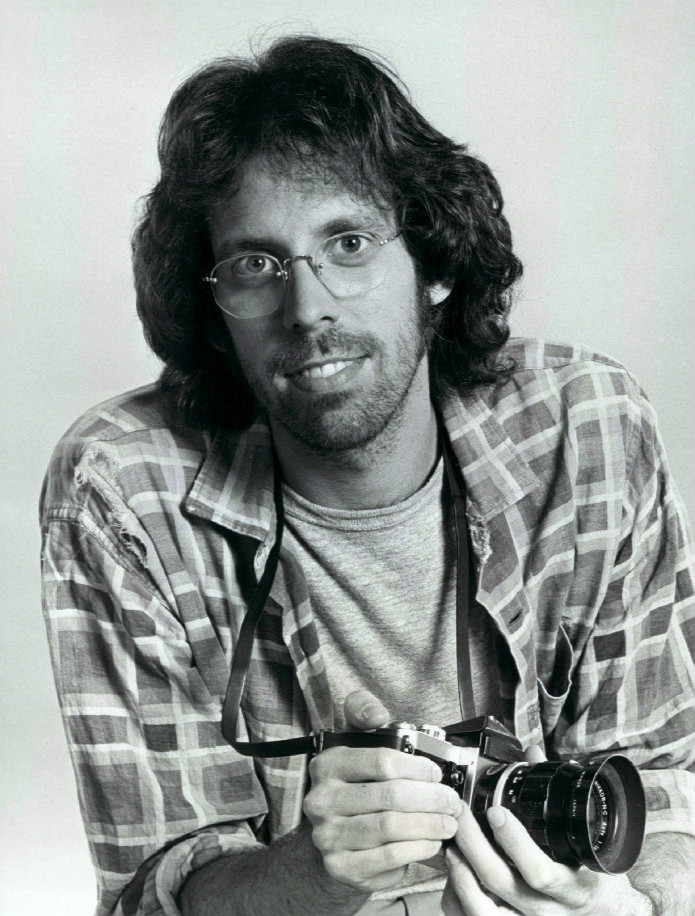

대릴 앤더슨(Daryl Anderson, 1951년 7월 1일 ~ )은 미국의 배우이다.
시애틀에서 태어났다.

## 출연 작품

### 영화
- 악마 군단 (1987)
- 매치 포인트 (1995)
- 키드 (2000)

### 텔레비전
- 우리 생애 나날들 (1987-2011 )
- Bodies of Evidence (1992)